# Коктерецький сільський округ (Саркандський район)
Коктере́цький сільський округ (каз. Көктерек ауылдық округі, рос. Коктерекский сельский округ) — адміністративна одиниця у складі Саркандського району Жетисуської області Казахстану. Адміністративний центр — село Коктерек.
Населення — 582 особи (2021; 791 у 2009, 1158 у 1999, 2104 у 1989).
Станом на 1989 рік існувала Коктерецька сільська рада (села Коктерек, Романовка) колишнього Бурлютобинського району.

## Склад
До складу округу входять такі населені пункти:
| Населений пункт | Населення, осіб (1989) | Населення, осіб (1999) | Населення, осіб (2009) | Населення, осіб (2021) |
| --------------- | ---------------------- | ---------------------- | ---------------------- | ---------------------- |
| Коктерек, село  | 1561                   | 1158                   | 791                    | 582                    |
| Романовка, село | 543                    | -                      | -                      | -                      |